# Muckle Skerry
Pour les articles homonymes, voir Muckle.
Muckle Skerry est une île du Royaume-Uni située en Écosse. Elle est la plus grande et la plus occidentale des îles de l'archipel Pentland Skerries, à l'entrée est du Pentland Firth, détroit séparant l'Écosse des Orcades.
Longue d'un kilomètre et ayant un point culminant à 20 m au-dessus du niveau de la mer, elle est suffisamment grande pour être considérée comme une île. Mais le mauvais temps réputé du Firth l'a toujours laissé inhabitée. Skerry, dérivé du vieux norrois Sker signifiant « îlot rocheux », désigne généralement une petite île inhabitée.

## Phare
Un phare y a été construit en 1794 par Thomas Smith et son fils adoptif et spirituel Robert Stevenson. Automatisé, il est toujours en activité.